# Arrondissement de Kempen

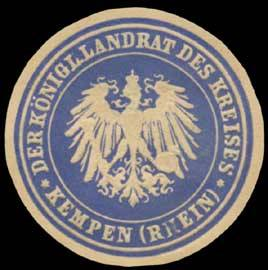
Cachet de l'administrateur de l'arrondissement de Kempen

L'arrondissement de Kempen est un arrondissement du district de Clèves puis de Düsseldorf dans la province prussienne de Rhénanie. Il comprend la partie nord-ouest de l'actuel arrondissement de Viersen. La siège de l'arrondissement est Kempen. Pour le distinguer de l'arrondissement de Kempen-en-Posnanie, on l'appelle aussi arrondissement de Kempen-en-Rhénanie. En 1929, l'arrondissement est dissous afin de former l'arrondissement de Kempen-Krefeld (de).

## Historique
Lors de la guerre de la première coalition, les troupes révolutionnaires françaises conquièrent la rive gauche du Rhin à la fin de l'automne 1794. La France annexe la région; l'annexion est préparée dans la paix préliminaire de Leoben (1797) et finalement réglée dans la paix de Campo-Formio (1797) et dans la paix de Lunéville (1801). Quatre départements sont formés; Kempen fait partie du département de la Roer (capitale Aix-la-Chapelle).
Toutes les lois en vigueur en France sont introduites. Cela comprend l'abolition de tous les privilèges de classe, l'établissement de l'égalité civile, l'établissement d'un nouveau système judiciaire et l'introduction du Code civil. Les possessions spirituelles sont sécularisées ; il y a un changement fondamental dans la propriété et la richesse.
Après la défaite de Napoléon (1814), une phase de restauration débute au Congrès de Vienne. La partie nord de la rive gauche du Rhin revient à la Prusse. La province de Rhénanie est créée en 1822 à partir des deux provinces prussiennes de Juliers-Clèves-Berg et du Grand-duché du Bas-Rhin.

## Histoire
Dans le district de Clèves dans la province de Juliers-Clèves-Berg, l'arrondissement de Kempen est créé par arrêté du 23 avril 1816. Initialement, il est composé des mairies des anciens cantons de Bracht et de Kempen (sans Aldekerk) et des mairies de Grefrath et Lobberich du canton de Wankum. En 1818, il reçoit sa taille définitive grâce à l'incorporation de la mairie de Süchteln et du quartier de Kehn. Le 1er janvier 1822, le district de Clèves est dissout et l'arrondissement de Kempen est rattaché au district de Düsseldorf.
Selon une description statistique datant de 1830, l'arrondissement de Kempen compte à cette date 49.741 habitants au total, dont 48.109 catholiques romains, 1.192 protestants et 440 juifs. Les habitants catholiques ont 20 églises et 9 chapelles, les habitants protestants 5 églises et les juifs 6 synagogues. Au total, il y avait 8.184 bâtiments d'habitation, 7.148 étables, granges et écuries ainsi que 11 bâtiments d'usine. Il y a un tribunal de première instance à Kempen, Dülken et Lobberich.
Dans les années 1850, Dülken, Kaldenkirchen, Kempen et Süchteln reçoivent le code des villes rhénanes. Depuis, l'arrondissement se structure comme suit :
| Mairie              | Villes et communes            |
| ------------------- | ----------------------------- |
| Amern-Saint-Antoine | Amern-Saint-Antoine           |
| Amern-Saint-Georges | Amern-Saint-Georges, Dilkrath |
| Boisheim            | Boisheim                      |
| Bracht              | Bracht                        |
| Breyell             | Breyell                       |
| Bruges              | Born, Brüggen                 |
| Burgwaldniel        | Lüttelforst, Burgwaldniel     |
| Dülken-Campagne     | Dülken-Campagne               |
| Dülken-ville        | Dülken (ville)                |
| Grefrath            | Grefrath                      |
| Hüls                | Benrad, Hüls                  |
| Kaldenkirchen       | Kaldenkirchen (ville)         |
| Kempen              | Campine (ville)               |
| Kirspelwaldniel     | Kirspelwaldniel               |
| Lobberich           | Lobberich                     |
| Oedt                | Oedt                          |
| Saint-Hubert        | Broich, Orbroich              |
| Saint-Tönis         | Saint-Tönis                   |
| Schmalbroich        | Schmalbroich                  |
| Süchteln            | Süchteln (ville)              |
| Tönisberg           | Tönisberg                     |
| Vorst               | Vorst                         |

En 1875, le bourgmestre de Süchteln prend l'initiative d'ériger un monument sur le point culminant de l'arrondissement, sur le Süchtelner Höhen (de), dédié aux 147 soldats morts dans la guerre franco-prussienne originaires de l'arrondissement de Kempen. Le monument est inauguré en septembre 1879
Au XXe siècle, le découpage administratif est modifié à plusieurs reprises :
- Broich et Orbroich fusionnent en 1913 pour former la municipalité de Saint-Hubert[5].
- Les communes des mairies de Burgwaldniel et de Kirspelwaldniel sont fusionnées en 1915 pour former la mairie et la commune de Waldniel[6].
- Les mairies sont appelées bureaux depuis 1927.
- La commune de Dülken-Campagne est incorporée à la ville de Dülken en 1927.
- Dilkrath est incorporé à Amern-Saint-Georges en 1928.

En 1929, l'arrondissement de Kempen, qui comprend jusqu'alors quatre villes et 16 bureaux avec 18 communes, est dissous. Il est absorbé avec des parties d'autres districts, notamment les communes de l'arrondissement de Krefeld qui n'ont pas été rattachées à l'arrondissement urbain de Krefeld-Uerdingen, dans le nouvel arrondissement de Kempen-Krefeld (de).
L'administrateur de l'arrondissement Karl von Hartmann-Krey, dont le poste a été supprimé par la réforme territoriale, a vivement mis en garde contre cette transformation et a fait imprimer fin 1928 un livre destiné à prouver la vitalité de l'arrondissement et tourné un film muet (intitulé : Le bel arrondissement de Kempen)

## Évolution de la démographie
| Année | Habitants |
| ----- | --------- |
| 1816  | 44 585    |
| 1835  | 51 892    |
| 1871  | 83 592    |
| 1880  | 90 554    |
| 1890  | 91 696    |
| 1900  | 94 614    |
| 1910  | 101 850   |
| 1925  | 104 469   |

## Administrateurs de l'arrondissement
- 1816–1838 Peter Joseph von Monschaw (de)
- 1838–1839 Adam von Luckner (de)
- 1839–1876 Maximilian Förster (de)
- 1877–1903 Rudolf von Bönninghausen (de)
- 1903–1917 Hermann Strahl (de)
- 1917–1929 Karl von Hartmann-Krey (de)

## Archives
Les archives de l'arrondissement de Viersen sont situées dans le château de Kempen (de). Les documents de l'arrondissement de Kempen et de l'arrondissement de Kempen-Krefeld y sont également conservés. Les particuliers peuvent également les utiliser,.